# 1. A HOL za žene 2006./07.
Prvu A odbojkašku ligu, najviši rang odbojkaškog prvenstva Hrvatske za žene za sezonu 2006./07. je osvojila ekipa „Rijeka WSO”.

## Sudionice
- Azena - Velika Gorica
- Grobničan - Čavle
- Mladost - Zagreb
- Rijeka KWSO - Rijeka
- Kaštela - Kaštel Stari, Kaštela (Kaštela DC)
- Pivovara Osijek - Osijek
- Pula OTP - Pula  (OTP banka)
- Split 1700 - Split
- Šibenik - Šibenik 1
- Vibrobeton - Vinkovci
- Vukovar - Vukovar
- Zagreb - Zagreb

1  nisu igrali prvi dio 1. A lige 

## Ljestvice i rezultati

### 1. A liga - Prvi dio
| mj  | klub            | ut | pob | por | set+ | set- | bod |                 |
| --- | --------------- | -- | --- | --- | ---- | ---- | --- | --------------- |
| 1.  | Rijeka KWSO     | 20 | 20  | 0   | 60   | 5    | 60  | Liga za prvaka  |
| 2.  | Mladost         | 20 | 15  | 5   | 48   | 23   | 43  | Liga za prvaka  |
| 3.  | Kaštela         | 20 | 14  | 6   | 47   | 25   | 42  | Liga za prvaka  |
| 4.  | Vibrobeton      | 20 | 14  | 6   | 47   | 29   | 40  | Liga za prvaka  |
| 5.  | Pivovara Osijek | 20 | 12  | 8   | 46   | 29   | 39  | Liga za prvaka  |
| 6.  | Pula OTP        | 20 | 12  | 8   | 42   | 35   | 34  | Liga za ostanak |
| 7.  | Grobničan       | 20 | 7   | 13  | 28   | 43   | 21  | Liga za ostanak |
| 8.  | Azena           | 20 | 7   | 13  | 29   | 46   | 21  | Liga za ostanak |
| 9.  | Vukovar         | 20 | 6   | 14  | 27   | 46   | 20  | Liga za ostanak |
| 10. | Zagreb          | 20 | 2   | 18  | 14   | 56   | 7   | Liga za ostanak |
| 11. | Split 1700      | 20 | 1   | 19  | 8    | 59   | 3   | Liga za ostanak |

### Liga za prvaka
| mj | klub            | ut | pob | por | set+ | set- | bod |
| -- | --------------- | -- | --- | --- | ---- | ---- | --- |
| 1. | Rijeka KWSO     | 10 | 9   | 1   | 29   | 7    | 28  |
| 2. | Kaštela DC      | 10 | 7   | 3   | 23   | 15   | 20  |
| 3. | Pivovara Osijek | 10 | 5   | 5   | 18   | 19   | 15  |
| 4. | Mladost         | 10 | 4   | 6   | 15   | 23   | 11  |
| 5. | Vibrobeton      | 10 | 3   | 7   | 17   | 27   | 8   |
| 6. | Šibenik         | 10 | 2   | 8   | 13   | 24   | 8   |

### Liga za ostanak
| mj       | klub       | ukupno | ukupno | ukupno | ukupno | ukupno | ukupno |    | preneseno iz prvog dijela | preneseno iz prvog dijela | preneseno iz prvog dijela | preneseno iz prvog dijela | preneseno iz prvog dijela |     | ostvareno u „Ligi za ostanak” | ostvareno u „Ligi za ostanak” | ostvareno u „Ligi za ostanak” | ostvareno u „Ligi za ostanak” | ostvareno u „Ligi za ostanak” |
| mj       | klub       | ut     | pob    | por    | set+   | set-   | bod    | ut | pob                       | por                       | set+                      | set-                      | ut                        | pob | por                           | set+                          | set-                          |                               |                               |
| -------- | ---------- | ------ | ------ | ------ | ------ | ------ | ------ | -- | ------------------------- | ------------------------- | ------------------------- | ------------------------- | ------------------------- | --- | ----------------------------- | ----------------------------- | ----------------------------- | ----------------------------- | ----------------------------- |
| 1. (7.)  | Pula OTP   | 20     | 19     | 1      | 57     | 15     | 54     |    | 10                        | 9                         | 1                         | 27                        | 9                         |     | 10                            | 10                            | 0                             | 30                            | 6                             |
| 2. (8.)  | Vukovar    | 20     | 9      | 11     | 39     | 39     | 32     | 10 | 6                         | 4                         | 23                        | 16                        | 10                        | 3   | 7                             | 16                            | 23                            |                               |                               |
| 3. (9.)  | Grobničan  | 20     | 10     | 10     | 41     | 38     | 31     | 10 | 5                         | 5                         | 22                        | 16                        | 10                        | 5   | 5                             | 19                            | 22                            |                               |                               |
| 4. (10.) | Azena      | 20     | 11     | 9      | 42     | 40     | 31     | 10 | 5                         | 5                         | 19                        | 18                        | 10                        | 6   | 4                             | 23                            | 22                            |                               |                               |
| 5. (11.) | Zagreb     | 20     | 8      | 12     | 35     | 46     | 23     | 10 | 2                         | 8                         | 11                        | 26                        | 10                        | 6   | 4                             | 24                            | 20                            |                               |                               |
| 6. (12.) | Split 1700 | 20     | 3      | 17     | 18     | 54     | 9      | 10 | 1                         | 9                         | 8                         | 29                        | 10                        | 2   | 8                             | 10                            | 27                            |                               |                               |

Prvaci Hrvatske su postale odbojkašice riječkog „Rijeka KWSO”.

## Unutarnje poveznice
- 1. A liga za žene
- 1. B liga za žene 2006./07.
- A-1 liga za muškarce 2006./07.

## Vanjske poveznice
- hos-cvf.hr, Hrvatski odbojkaški savez